# FUKA
Frigg UK Pipeline (FUKA) — офшорна трубопровідна система для доставки природного газу з ряду родовищ у британському секторі Північного моря до Великої Британії.
Споруджена у 1977 році для транспортування продукції родовища Фрігг, що знаходилось у спільному володіння Норвегії та Великої Британії. Газопровід починався від платформи TP-1 та пролягав до приймального берегового терміналу Сент-Фергюс паралельно з норвезьким Frigg Norwegian Pipeline (Vesterled). Приблизно посередині маршруту, у районі з глибиною моря 94 метри, встановили платформу MCP-01, на якій у 1983 році змонтували компресорні потужності, що забезпечували поставки газу в умовах природного падіння тиску по ходу розробки родовищ. Довжина цього газопроводу становила 362 км, діаметр труб 800 мм, потужність — понад 13 млрд м³ на рік.
Крім того, по мірі розвитку офшорного видобутку газу в Північному морі, до FUKA почали приєднувати трубопроводи від інших родовищ. У 1987-му проклали газопровід діаметром 600 мм від групи родовищ Алвін (Alwyn North, Forvie, Grant, Jura, Nuggets, Islay, Dunbar, Ellon) до Фрігг. У 1993 році між Фрігг та MCP-01 під'єднали 800-міліметровий трубопровід від родовища Bruce. Для видачі продукції групи родовищ зони Пайпер (Piper, Claymore, Tartan, McCulloch, Galley, Ivanhoe, RobRoy) було визнано достатнім 450 мм лінії, яка підключалась у районі платформи MCP-01. По дорозі від останньої до терміналу в Сент-Фергюс також приєднувались газопроводи від родовищ Captain та Ross. Нарешті, у 2014 в район газопровідного вузла біля колишнього місця розташування MCP-01 вивели газопровід SIRGE від Шетландських островів.
Що стосується самого першого родовища, з якого і розпочався розвиток системи FUKA, то Фрігг було визнане повністю розробленим у 2004 році. Після цього провели роботи по формуванню нової схеми підключення трубопроводів у районі платформи MCP-01, і у 2008-му видали дозвіл на її демобілізацію.
У Сент-Фергюсі з отриманого газу вилучають фракцію С2+, котра далі може транспортуватись для фракціонування по трубопроводах Крюден-Бей – Кіннейл та Сент-Фергюс – Моссморан. Метан же спрямовується у національну газотранспортну мережу.